# Port Said (muhafaza)
Port Said (arab. ‏محافظة بور سعيد‎) – prowincja gubernatorska (muhafaza) w Egipcie, w północno-wschodniej części kraju. Zajmuje powierzchnię 1344,96 km² i jest to jedna z najmniejszych muhafaz Egiptu. Stolicą administracyjną jest Port Said.
Według spisu powszechnego w listopadzie 2006 roku populacja muhafazy liczyła 570 603 mieszkańców, natomiast według szacunków 1 stycznia 2015 roku zamieszkiwało ją 666 599 osób.